# Arto Tunçboyacıyan
Arto Tunçboyacıyan (armenisch Արտո Թունջբոյաջյան; * 4. August 1957 in Galata (Istanbul), Türkei) ist ein türkischer Musiker. Er ist Angehöriger der armenischen Minderheit der Türkei.

## Leben
Seine Karriere begann Tunçboyacıyan im Alter von elf Jahren, als er mit seinem Bruder zusammen traditionelle Musik spielte und aufnahm. In der Folge etablierte er sich nach und nach in Europa und der Türkei als professioneller Studio- und Sessionmusiker. Sein Bruder, der Komponist und Arrangeur Onno Tunç, gilt als einer der größten Einflüsse auf Tunçboyacıyan, musikalisch wie auch persönlich. Charakteristisch ist die Verwendung von Töpfen als Perkussionsinstrument und der Einbezug von armenisch geprägten Gesangspassagen in das Schlagzeugspiel. 
1981 übersiedelte Tunçboyacıyan in die USA. Seitdem tritt er weltweit als Sideman (u. a. von Chet Baker, Joe Zawinul, Don Cherry und Al Di Meola), aber auch als Solomusiker auf. Tunçboyacıyan gründete 1986 gemeinsam mit dem armenischen Oud-Spieler Ara Dinkjian die Gruppe Night Ark, die bis 2000 erfolgreich international auf Tournee war und fünf Alben veröffentlichte; zudem nahm er mit ihm die Platten Tears of Dignity und Onno auf. Onno ist die Hommage an seinen Bruder, Onno Ohannes Tunçboyacıyan (Onno Tunç), der 1996 bei einem Flugzeugabsturz ums Leben kam. 
1989 wurden dann seine ersten beiden Solo-Alben auf dem holländischen Label Keytone veröffentlicht: Virginland und Main Root. 1991 bildete er mit Marc Johnson und Ben Monder die Gruppe Right Brain Patrol, deren Potentiale seiner Ansicht nach nicht vollständig realisiert werden konnten.
1998 beteiligte er sich an dem italienischen Projekt Triboh, zusammen mit der Sängerin Maria Pia De Vito und der Pianistin Rita Marcotulli. Dabei entstand die CD Triboh für das italienische Label Polosud. Im selben Jahr gründete er die Armenian Navy Band, mit der er bis heute auftritt.
Im Jahr 2000 sah Serj Tankian Artos Auftritt bei den 'Armenian Music Awards' in Los Angeles und beteiligte ihn an den Aufnahmen des im folgenden Jahr veröffentlichten Albums Toxicity von Serjs Band System of a Down, unter anderem durch einen ihm gewidmeten Bonus-Track. Weitere zwei Jahre später, 2003, gründeten die beiden das gemeinsame Duo Serart, das auf dem Label Serjical Strike ein selbstbetiteltes Album veröffentlichte. 
Sein Album Every Day Is a New Life entstand mit dem Saxophonisten Paul Winter, in dessen Earth Band er mehrere Jahre spielte, und anderen US-amerikanischen Musikern aus diesem Kontext. Das Album Miho: Journey to the Mountain des Paul Winter Consort, an dem er beteiligt war, wurde mit einem Grammy ausgezeichnet. Aile Muhabbeti (tr. „Familienliebe“) entstand in der Türkei als Filmsoundtrack, interpretiert und komponiert von Tunçboyacıyan mit verschiedenen armenischen und türkischen Musikern. Seinen anatolischen Fans widmete er das Album Türkçe Sözlü Hafif Anadolu Müziği (tr. „Türkischsprachige leichte anatolische Musik“). Dieses Album, aufgenommen im Winter 2002/03 erschien 2005 in der Türkei. 
Im Februar 2004 spielte er in Jerewan ein neues Solo-Album Artostan mit Liedern aus seinen Solo-Konzerten ein. 2005 erschien die CD Love Is Not In Your Mind als Duo-Projekt mit dem Pianisten Wahagn Hajrapetjan (von der Armenian Navy Band), die er seiner Mutter widmete. Auch komponierte er die Musik für den Spielfilm Le voyage en Armenie (2006) von Robert Guédiguian. 2007 gründete er gemeinsam mit dem Rockmusiker Yaşar Kurt die Gruppe Yash-ar. 2008 unterstützte Tunçboyacıyan die bekannte türkische Pop-Sängerin Sezen Aksu bei ihrem Album Deniz Yıldızı.

## Auswahldiskografie
- Virgin Land, Keytone Records, 1989
- Main Root, Keytone Records, 1989
- Right Brain Patrol, JMT, 1992 (und Neuauflage Winter & Winter, 2004)
- Tears of Dignity (mit Ara Dinkjian), Libra Music/Svota Music, 1996
- Onno, Libra Music/Svota Music, 1998
- Triboh (mit Maria Pia De Vito und Rita Marcotulli), PoloSud, 1998
- Avcı, Svota Music/Imaj Müzik, 1998
- Every Day is a New Life, Living Music, 2000
- Aile Muhabbeti, Svota Music, 2001
- Serart (mit Serj Tankian), Sony Music, 2003
- Türkçe Sözlü Hafif Anadolu Müziği, Imaj Müzik – Heaven and Earth, 2004
- Artostan, Svota Music / Heaven and Earth, 2005
- Love Is Not In Your Mind (mit Wahagn Hajrapetjan), Heaven and Earth, 2005
- Ararat, 2007
- Deniz Yıldızı, 2008 (mit Sezen Aksu)

## Belege
1. ↑  Interview mit Tunçboyacıyan in der Jazzthetik: Im Prinzip Ja - Arto Tunçboyacıyan (Memento vom 27. September 2007 im Internet Archive)

| Personendaten    | Personendaten                  |
| ---------------- | ------------------------------ |
| NAME             | Tunçboyacıyan, Arto            |
| ALTERNATIVNAMEN  | Արտո Թունջբոյաջյան (armenisch) |
| KURZBESCHREIBUNG | türkischer Musiker             |
| GEBURTSDATUM     | 4. August 1957                 |
| GEBURTSORT       | Galata (Istanbul), Türkei      |